# L'Effraie
L'Effraie est un recueil de poèmes de Philippe Jaccottet, paru en 1953 aux Éditions Gallimard, dans la collection Métamorphoses dirigée par Jean Paulhan et réédité dans la collection Blanche en 1979. C'est la version remaniée du recueil, dont deux poèmes ont été exclus, qui est reprise en 1971 lorsque paraît dans la collection de poche Poésie Gallimard les Poèmes, ouvrage qui regroupe les premiers recueils de Jaccottet. Philippe Jaccottet avait publié plusieurs poèmes avant L'Effraie, mais c'est ce recueil qu'il présente comme le point de départ de son œuvre.

## Composition du recueil (édition de poche)
- « La nuit est une grande cité endormie » : le poème liminaire, dans lequel apparaît l'effraie, qui donne son nom au recueil.
- « Tu es ici, l'oiseau du vent tournoie »
- « Comme je suis un étranger dans notre vie »
- « Je sais maintenant que je ne possède rien »
- « Comme un homme qui se plairait dans la tristesse »
- « Sois tranquille, cela viendra »
- Portovenere
- Les nouvelles du soir
- Intérieur
- Agrigente, 1er janvier
- Ninfa
- La traversée
- La semaison
- Les eaux et les forêts
  - I
  - II
  - III
  - IV

## Réception
Georges Nicole, dans une critique d'avril 1954, parle de « vers admirables comme il s'en trouve tant [dans ce recueil], composant quelques-uns des poèmes les plus mélodieux, les plus flexibles, les plus transparents qui aient été écrits en Suisse romande », rapprochant par certains aspects Philippe Jaccottet de Paul Verlaine, Francis Jammes et Guillaume Apollinaire, tout en notant le retour « à un chant plus à soi, qui se rapproche des inflexions quotidiennes du cœur ».
L’Effraie a été inscrit, avec A la lumière d'hiver, au programme de l'agrégation de lettres modernes 2003-2004 ; le recueil commence à être considéré comme un classique.